# François Barthélemy

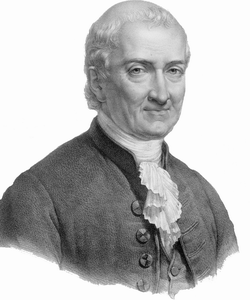
François Barthélemy

François Barthélemy (seit 1808 Comte de, seit 1815 Marquis de) (* 20. Oktober 1747 in Aubagne; † 3. April 1830 in Paris) war ein französischer Diplomat und Politiker. Er war in der ersten Republik zeitweise Mitglied des Direktoriums. Später war er unter Napoleon Bonaparte Vizepräsident des Senates und unter Ludwig XVIII. Staatsminister und Mitglied der Kammer der Pairs.

## Leben
François Barthélemy war ein Neffe des Autors und Archäologen Jean-Jacques Barthélemy, der auch zu seiner Erziehung beitrug. Durch diesen bekam er 1768 einen Posten im diplomatischen Dienst. Nach dem Beginn der französischen Revolution wurde er Geschäftsträger in London. Im Jahr 1791 übernahm er als bevollmächtigter Minister die Gesandtschaft in der Schweiz. Die antirevolutionäre Stimmung in Solothurn ließen ihn die dortige Gesandtschaft auflösen und nach Baden ausweichen. Trotz des Abbruchs der diplomatischen Beziehungen durch die Tagsatzung blieb er in der Schweiz. Er war daran beteiligt, dass der Nationalkonvent 1793 die Neutralität der Schweiz anerkannte. Durch ihn wurde die Annexion Genfs aufgeschoben. Auf der anderen Seite sorgte er für Proviantlieferungen aus der Schweiz für die französische Armee. Er war nun wieder offiziell in der Schweiz akkreditiert und 1795 am Abschluss des Friedens von Basel mit Preußen, Spanien und der Landgrafschaft Hessen-Kassel maßgeblich beteiligt. Ein Friedensschluss mit Großbritannien scheiterte jedoch.
Vom Rat der Alten wurde er nach den Wahlen vom 25. Februar 1797, die einen großen Erfolg der Royalisten ergaben, am 26. Mai 1797 in das Direktorium gewählt. Er stand ähnlich wie Lazare Carnot für einen gemäßigten Kurs mit gewissen monarchistischen Neigungen. Durch den Staatsstreich des 18. Fructidor V (4. September 1797), der von den republikanischen Kräften im Direktorium gegen die erstarkende Rechte angestrengt wurde, wurde er gestürzt. Er wurde verhaftet und nach Französisch-Guayana gebracht. Ihm gelang die Flucht in die Vereinigten Staaten und von dort aus nach Großbritannien.
Nach dem Staatsstreich des 18. Brumaire VIII (9. November 1799) berief ihn Napoleon nach Frankreich zurück. Dieser machte ihn 1800 zum Mitglied des Senats. Außerdem wurde er zum Kommandanten der Ehrenlegion ernannt. Barthélemy stand 1802 an der Spitze der Gesandtschaft des Senats, die Napoleon das Konsulat auf Lebenszeit antrug. Politisch spielte er aber kaum eine Rolle mehr. Als Kaiser ernannte Napoleon ihn 1808 zum Grafen.
Nach der Niederlage Napoleons in den Befreiungskriegen führte er als Vizepräsident des Senats im April 1814 den Vorsitz im Senat, der die Absetzung Napoleons beschloss. Nach der Restauration ernannte ihn Ludwig XVIII. zum Pair von Frankreich und Großoffizier der Ehrenlegion. Er gehörte dem Gremium an, das die Charte constitutionnelle ausarbeitete. Während der Herrschaft der hundert Tage entfernte ihn Napoleon von der Liste der Pairs. Nach der erneuten Restauration von 1815 wurde er zum Staatsminister ernannt und zum Marquis erhoben. Als Mitglied der Kammer der Pairs machte er sich 1819 unbeliebt, als er den Antrag stellte das Wahlrecht zu Gunsten der Ultraroyalisten zu beschränken. Daraufhin zog er sich ins Privatleben zurück.